# Incubus (Band)
Incubus ist eine US-amerikanische Rockband aus Calabasas, Kalifornien, die 1991 gegründet wurde. Ihr Musikstil war anfangs eine Mischung aus Funk Metal und Crossover, die an den Sound von Bands wie den Red Hot Chili Peppers, Primus und Mr. Bungle erinnerte. Heute ist ihre Musik eher im Bereich des Alternative Rock einzuordnen. Die Band gründete 2003 die Stiftung „Make Yourself Foundation“, um Geld an gemeinnützige Stiftungen zu spenden.

## Geschichte

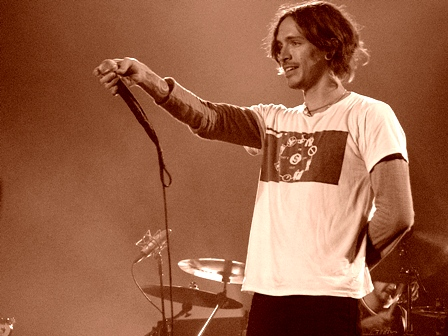
Brandon Boyd live (2004)

Die Band wurde 1991 von Brandon Boyd (Gesang), Michael „Mike“ Einziger (Gitarre), Alex „Dirk Lance“ Katunich (Bass) und Jose Pasillas II (Schlagzeug) gegründet. 1995 erschien das Debütalbum Fungus Amongus. 1996 traf Incubus auf Gavin Koppel aka „DJ Lyfe“, der die Auffassung vertrat, den Sound von Incubus mit Hip-Hop-Elementen ausbauen zu können. Die Band ging auf das Experiment ein und im selben Jahr erschien die EP Enjoy Incubus mit neuen Versionen der Songs You will be a Hot Dancer, Shaft, Take Me to Your Leader und Hilikus. Außerdem mit den neuen Stücken Version und Azwethinkweiz.
1997 konnten Incubus der Verfilmung des Kult-Comics Spawn den Song Familiar als Soundtrack beisteuern und im selben Jahr nahm die Band schon ihre neue Platte S.C.I.E.N.C.E. auf. Der Sound war nun mehr und mehr von Metal, Funk und Hip-Hop geprägt und zeigte die Experimentierfreudigkeit der Musiker. Mike Einziger setzte sich als Ziel, Sounds zu kreieren, die untypisch für Gitarren sind, wobei er sich vom Sound der Elektromusikerin Björk inspirieren ließ. DJ Lyfe baute immer mehr Hip-Hop-Samples in die Songs ein und die Turntables wurden ein fester Bestandteil des Incubus-Klangs.
S.C.I.E.N.C.E. enthielt nach seiner Fertigstellung Funkmetalstücke wie New Skin und A Certain Shade of Green, reinen Funk wie Summer Romance (Anti-Gravity Love Song) und Hip-Hop-Instrumentalstücke wie Magic Medicine.

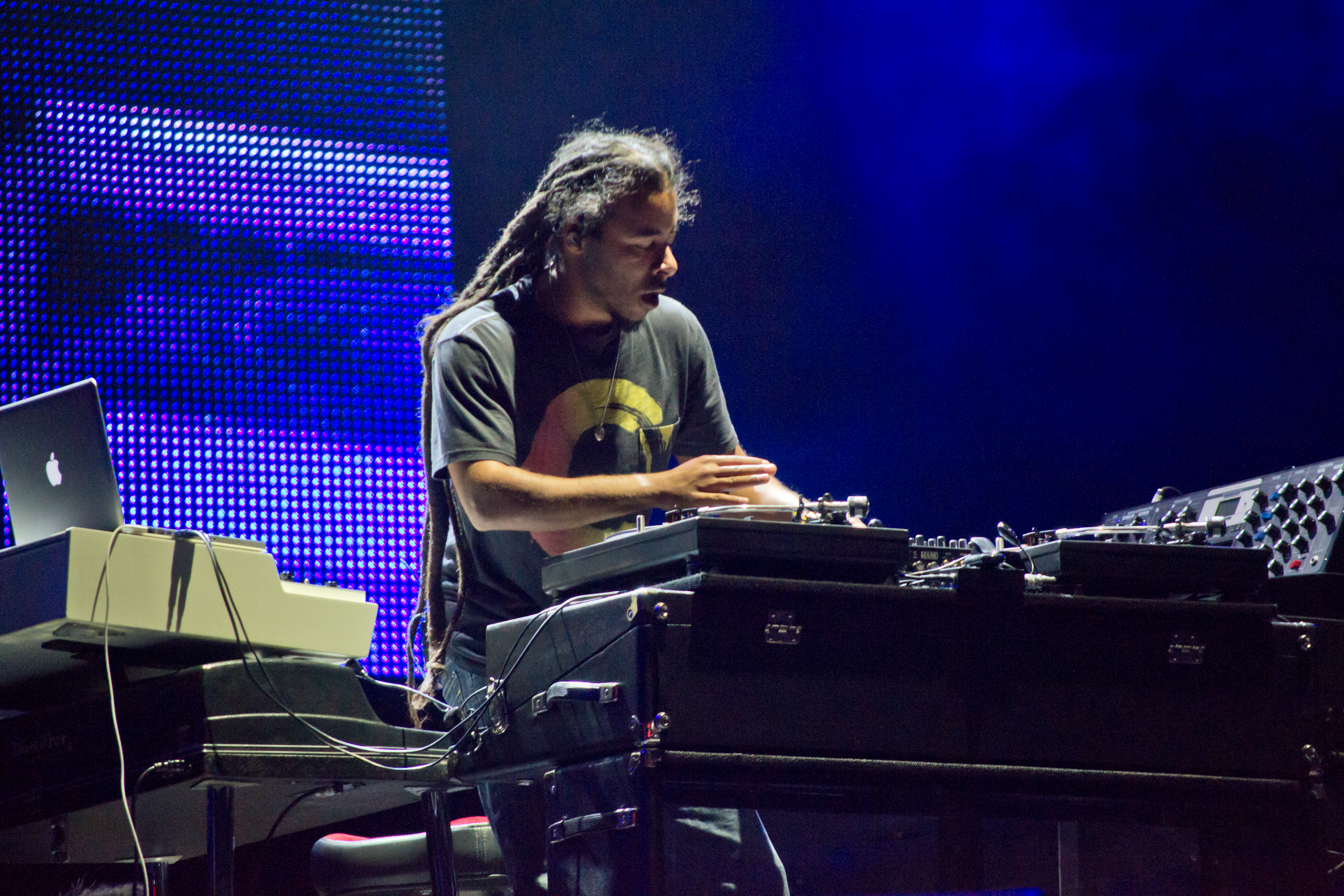
Der 1998 zur Band gestoßene DJ Kilmore

Die Band Opprobrium, welche sich im Jahr 1997 unter ihrem ursprünglichen Namen "Incubus" wiedervereinen wollte, wechselte auf ihren aktuellen Namen. Incubus war zu diesem Zeitpunkt unter dem Namen bereits bekannter als die Band, welche sich 1986 gegründet, jedoch 1991 aufgelöst hatte.
1998 trennten sich Incubus aus persönlichen Gründen von Gavin „DJ Lyfe“ Koppell und besetzten seinen Platz mit dem DJ Christopher „Chris“ Kilmore, einem langjährigen Freund der Band, der sich schnell in die Band einfügte und ein festes Mitglied von Incubus wurde. Gavin Koppell akzeptierte die Beweggründe jedoch nicht und bedrohte seinen Konkurrenten mehrfach mit dem Tode. 2010 wurde Koppell nach anhaltenden Drohungen dazu verurteilt, sich Chris Kilmore nicht mehr als 100 m zu nähern.
1999 veröffentlichte die Band das Album Make Yourself. Die ersten beiden Single-Auskopplungen Stellar und Pardon Me waren sehr erfolgreich, als wahre Hitsingle des Albums entpuppte sich jedoch erst die 2001 veröffentlichte Single Drive, die es bis in die Top 10 der Billboard Charts schaffte und Incubus den Weg in den Mainstream ebnete.
2001 erschien das Album Morning View, welches sofort auf Platz 2 der US-Album-Charts landete und die Band insgesamt ruhiger, wenn auch nicht weniger experimentell zeigt.

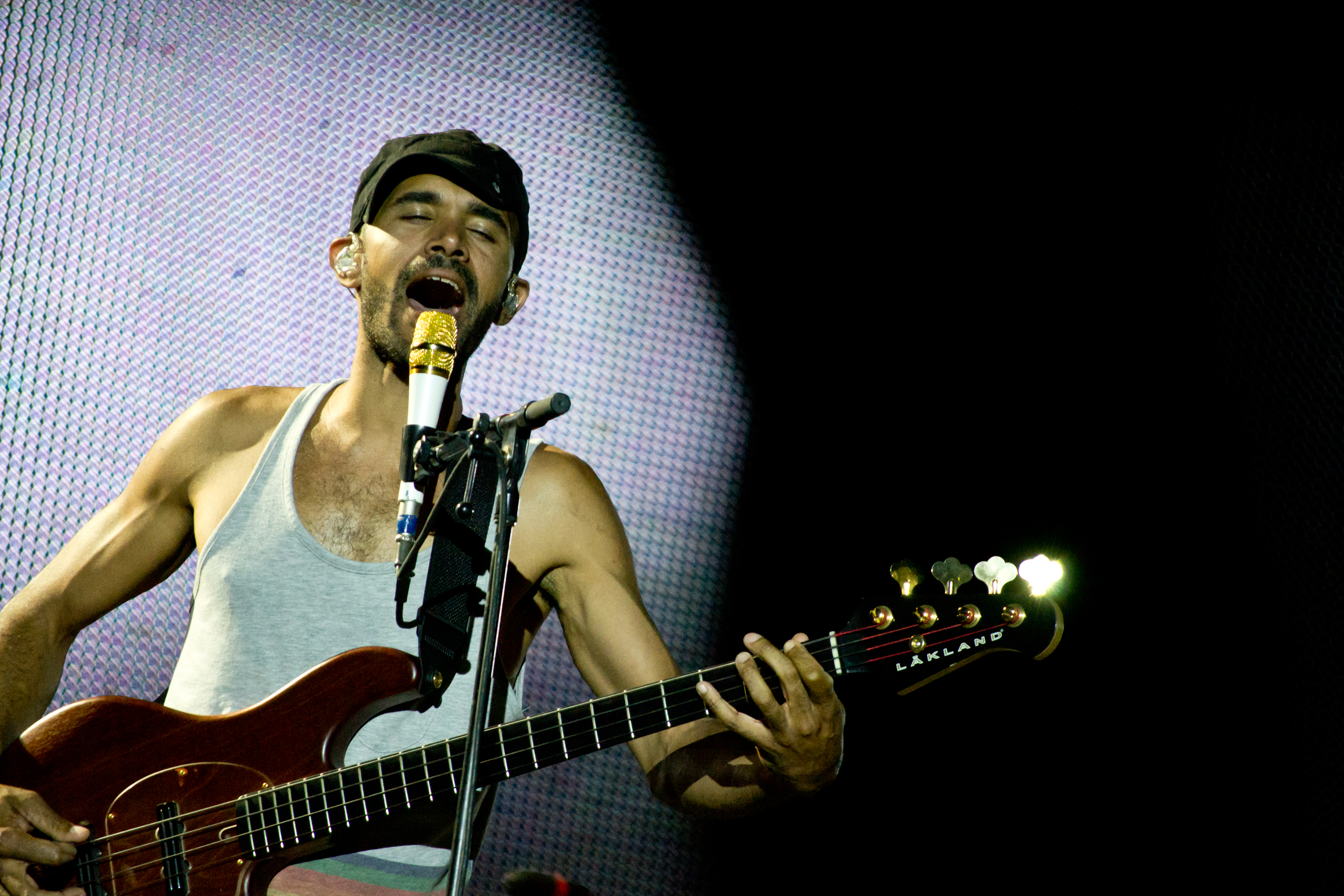
Ben Kenney (2012), Mitglied bis 2023

Im Juni/Juli 2003 ging Incubus zum ersten Mal mit Ben Kenney auf Tour, der als Ersatz für Alex Dirk Lance Katunich kam, von dem sich die Band im April getrennt hatte. Kenney hatte zuvor bei The Roots Gitarre gespielt und kannte einige Bandmitglieder von Incubus über deren „Time-Lapse-Consortium“-Projekt. Er selbst spielt auf seinen Soloalben neben Bass und Gitarre auch Schlagzeug und singt.
2004 erschien das Album A Crow Left of the Murder…, dem jedoch im Gegensatz zu den beiden Vorgängern eine Hitsingle fehlt. Vor allem in Hinblick auf die Songtexte hat sich die Band stark weiterentwickelt. So wird so stark wie auf keinem Incubus-Album zuvor auch politisch Stellung bezogen, das entsprechende Stück Megalomaniac erhält eine Grammy-Nominierung als beste „Hard Rock Performance“. Im selben Jahr erschien auch die Live-DVD Incubus – Alive at Red Rocks.
Im Frühjahr 2005 spielte die Band auf vielen Festivals in Europa (Rock am Ring, Rock im Park, Aerodrome, Frequency). Mitte des Jahres wurde der Soundtrack zu dem Kinofilm Stealth veröffentlicht, zu dem Incubus unter anderem drei neue Stücke – Make a Move, Admiration, Neither of Us Can See – beisteuerte.
Im September 2006 wurde die nächste Single Anna Molly vorgestellt, am 24. November erschien das Album Light Grenades.
Im Jahr 2007 wurden dann auch die nächsten Singleauskoppelungen Dig, Love Hurts und Oil and Water vorgestellt. Der Song Drive wurde auch auf dem Soundtrack zum Film Könige der Wellen veröffentlicht.
Im Sommer 2008 spielten sie erneut auf dem bekannten Rock-am-Ring-Festival in Deutschland, bei dem ihr Auftritt live auf MTV übertragen wurde.

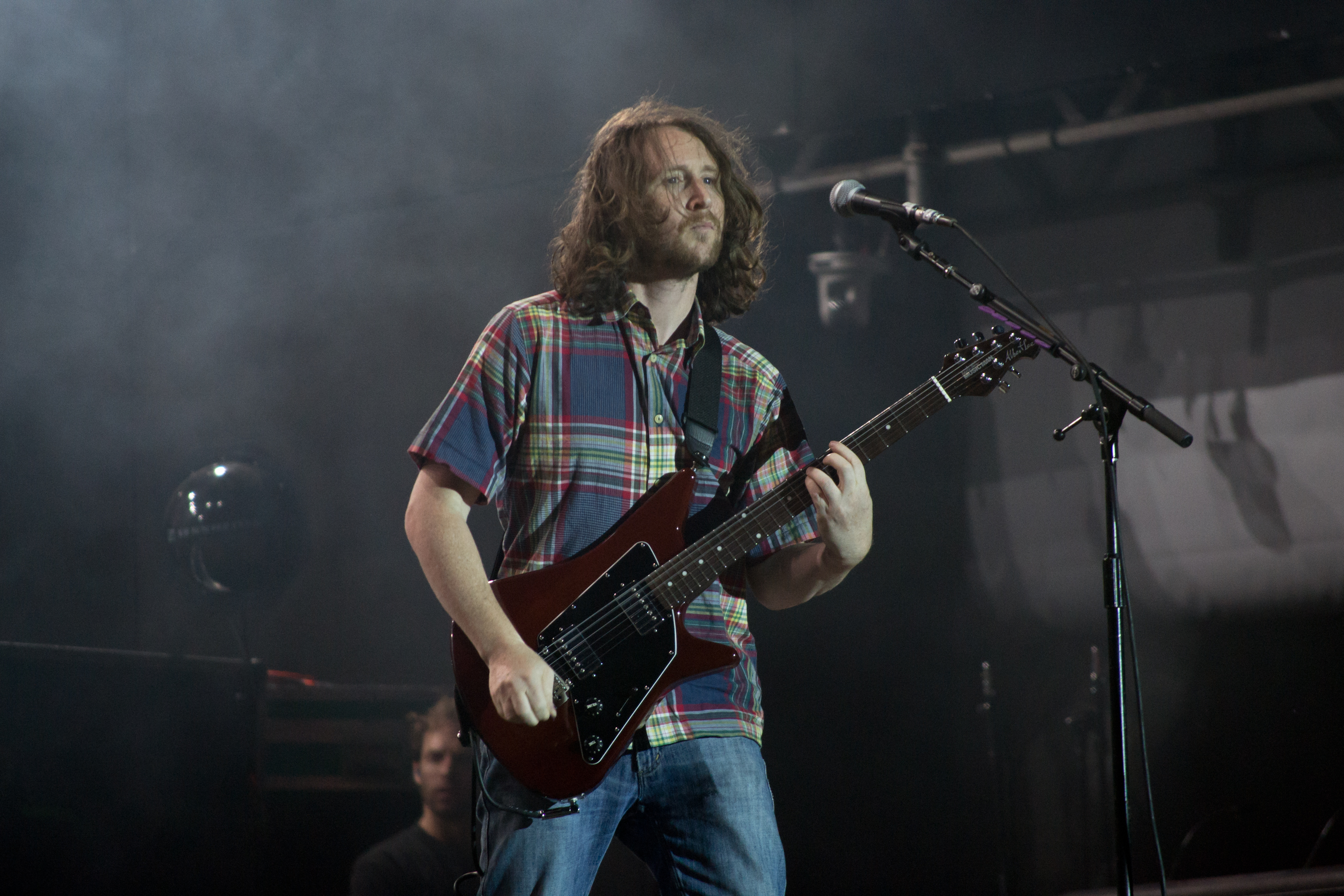
Mike Einziger bei einem Konzert (2012)

Am 12. Juni 2009 erschien in Deutschland das Best-of-Album Monuments and Melodies der Band. Wie Brandon Boyd schon in der Weihnachtszeit 2008 auf der Band-Website bekannt gab, findet man auf zwei CDs zum einen die erfolgreichsten Songs der Band, zum anderen neue Stücke (Black Heart Inertia und Midnight Swim) und bisher auf keinem Album der Band veröffentlichte Titel sowie einen Coversong (Let’s Go Crazy von Prince) und eine Akustikversion von A Certain Shade of Green. Dieses Best-of soll laut Band, deren Mitglieder sich in der Zwischenzeit privaten Dingen zuwenden (so studiert z. B. Mike Einziger Komposition an der Harvard-Universität), die Zeit bis zum Erscheinen eines neuen Albums 2011 überbrücken.

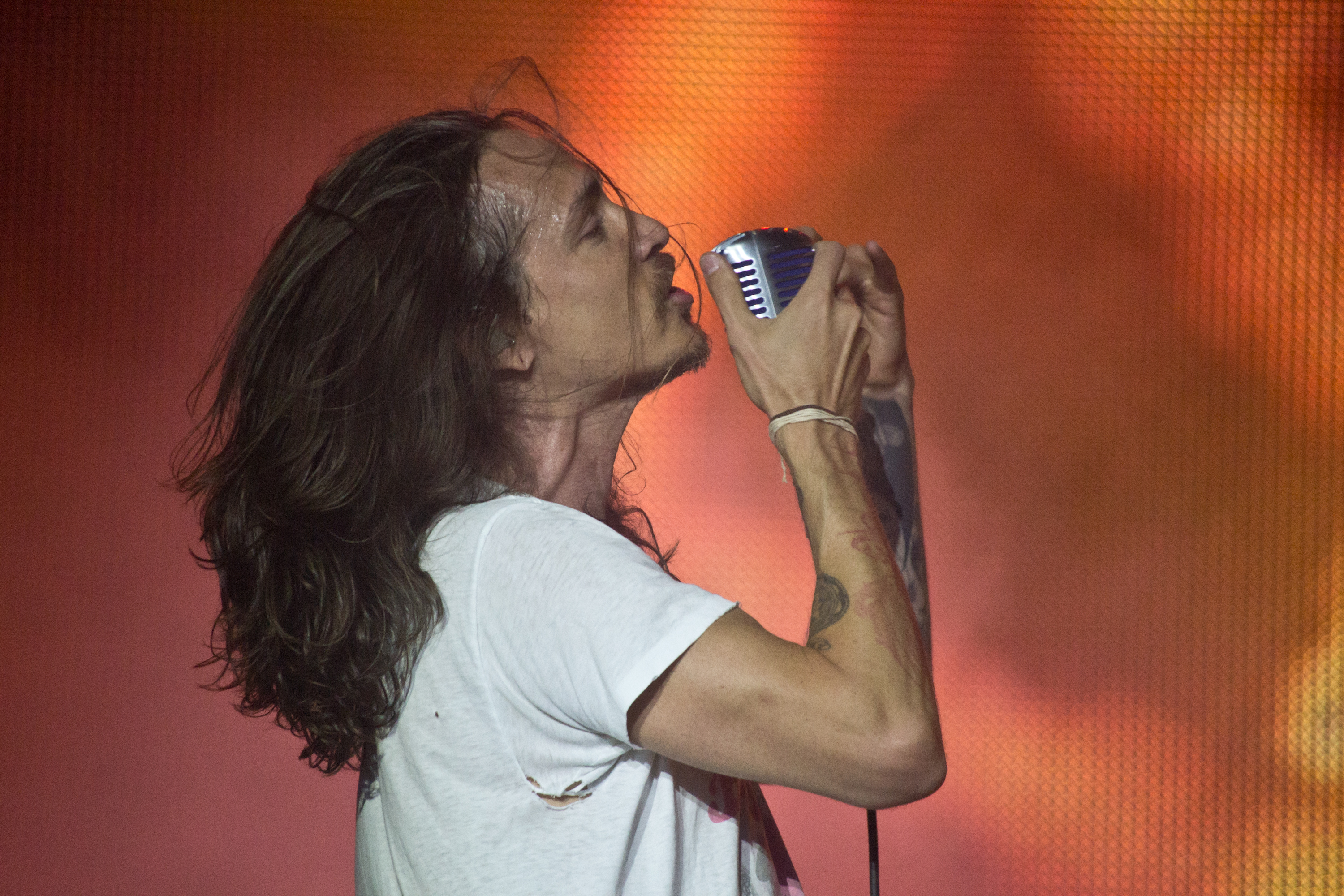
Brandon Boyd live im Jahr (2012)

Der Sänger Brandon Boyd veröffentlichte 2010 mit The Wild Trapeze ein erstes Soloalbum, ab Spätsommer will die Band an neuen Songs arbeiten. Am 4. April 2011 erschien die neue Single Adolescents, die erste Singleauskopplung des am 12. Juli 2011 erschienenen Albums If Not Now, When?. Dieses Album ist weniger aggressiv und rockig, als man es sonst von Incubus gewohnt ist. Incubus erklärten das eher romantische Album mit den Worten: „Aggressivität und schneller Rock passen gerade nicht in unser Leben“.
Bereits Ende 2015 begann die Band, an einem neuen Album zu arbeiten. Die Single "Nimble Bastard", welche an den energiegeladenen Stil aus dem Album Light Grenades anknüpft, wurde im Februar 2017 veröffentlicht. Das Album 8 erschien am 21. April 2017 unter Island Records. Skrillex wirkte bei der Produktion des Albums mit.
Im August 2019 kam noch der neue Song Into the Summer heraus. Es folgte die Single "Our Love" im Januar 2020.
Aufgrund der COVID-19-Pandemie gab die Band ab 2023 wieder Konzerte. Aufgrund der Entfernung eines Gehirntumors konnte Bassist Ben Kenney jedoch nicht an den Tourdaten teilnehmen und wurde zunächst durch Tal Wilkenfeld, anschließend durch Nicole Row ersetzt. Im Februar 2024 verkündete Boyd, dass Row als neues Bandmitglied nach dem Ausstieg Kenneys aufgenommen wurde. 
Bereits im August 2023 wurde das Release einer Neuaufnahme ihres dritten Studioalbums unter dem Titel Morning View XXIII angekündigt. Die Veröffentlichung erfolgte im März 2024.

## Diskografie
Studioalben

| Jahr | Titel Musiklabel                        | Höchstplatzierung, Gesamtwochen, AuszeichnungChartplatzierungen (Jahr, Titel, Musiklabel, Platzierungen, Wochen, Auszeichnungen, Anmerkungen) | Höchstplatzierung, Gesamtwochen, AuszeichnungChartplatzierungen (Jahr, Titel, Musiklabel, Platzierungen, Wochen, Auszeichnungen, Anmerkungen) | Höchstplatzierung, Gesamtwochen, AuszeichnungChartplatzierungen (Jahr, Titel, Musiklabel, Platzierungen, Wochen, Auszeichnungen, Anmerkungen) | Höchstplatzierung, Gesamtwochen, AuszeichnungChartplatzierungen (Jahr, Titel, Musiklabel, Platzierungen, Wochen, Auszeichnungen, Anmerkungen) | Höchstplatzierung, Gesamtwochen, AuszeichnungChartplatzierungen (Jahr, Titel, Musiklabel, Platzierungen, Wochen, Auszeichnungen, Anmerkungen) | Höchstplatzierung, Gesamtwochen, AuszeichnungChartplatzierungen (Jahr, Titel, Musiklabel, Platzierungen, Wochen, Auszeichnungen, Anmerkungen) | Anmerkungen                                                                                       | [↑]: gemeinsam behandelt mit vorhergehendem Eintrag; [←]: in beiden Charts platziert |
| Jahr | Titel Musiklabel                        | DE | AT | CH | UK | US | Rock | Anmerkungen                                                                                       |                                                                                      |
| ---- | --------------------------------------- | --- | --- | --- | --- | --- | --- | ------------------------------------------------------------------------------------------------- | ------------------------------------------------------------------------------------ |
| 1995 | Fungus Amongus Stopuglynailfungus Music | — | — | — | — | US116 a (1 Wo.)US | — | Erstveröffentlichung: 1. November 1995 Wiederveröffentlichung: 7. November 2000 über Epic Records |                                                                                      |
| 1997 | S.C.I.E.N.C.E. Epic Records             | — | — | — | UK— GoldUK | US— GoldUS | — | Erstveröffentlichung: 26. Oktober 1997 Verkäufe: + 600.000                                        |                                                                                      |
| 1999 | Make Yourself Epic Records              | DE56 (9 Wo.)DE | AT30 (10 Wo.)AT | CH45 (9 Wo.)CH | UK83 Gold · (4 Wo.)UK | US47 ×2Doppelplatin · (98 Wo.)US | — | Erstveröffentlichung: 26. Oktober 1999 Verkäufe: + 2.265.000                                      |                                                                                      |
| 2001 | Morning View Epic Records               | DE27 (14 Wo.)DE | AT38 (5 Wo.)AT | CH59 (8 Wo.)CH | UK15 Gold · (10 Wo.)UK | US2 ×2Doppelplatin · (60 Wo.)US | — | Erstveröffentlichung: 22. Oktober 2001 Verkäufe: + 2.215.000                                      |                                                                                      |
| 2001 | Morning View XXIII Virgin Records       | DE50 (1 Wo.)DE[AT: ↑] | AT38 (5 Wo.)AT | CH56 (1 Wo.)CH[UK: ↑][US: ↑] | UK15 Gold · (10 Wo.)UK | US2 ×2Doppelplatin · (60 Wo.)US | — | Neueinspielung: 10. Mai 2024                                                                      |                                                                                      |
| 2004 | A Crow Left of the Murder… Epic Records | DE2 (12 Wo.)DE | AT8 (12 Wo.)AT | CH10 (7 Wo.)CH | UK6 Gold · (6 Wo.)UK | US2 Platin · (31 Wo.)US | — | Erstveröffentlichung: 3. Februar 2004 Verkäufe: + 1.115.000                                       |                                                                                      |
| 2006 | Light Grenades Epic Records             | DE19 (14 Wo.)DE | AT16 (18 Wo.)AT | CH23 (6 Wo.)CH | UK52 Silber · (2 Wo.)UK | US1 Gold · (42 Wo.)US | Rock1 (10 Wo.)Rock | Erstveröffentlichung: 28. November 2006 Verkäufe: + 615.000                                       |                                                                                      |
| 2011 | If Not Now, When? Epic Records          | DE5 (7 Wo.)DE | AT9 (10 Wo.)AT | CH9 (7 Wo.)CH | UK20 (2 Wo.)UK | US2 (11 Wo.)US | Rock1 (11 Wo.)Rock | Erstveröffentlichung: 12. Juli 2011                                                               |                                                                                      |
| 2017 | 8 Island Records                        | DE20 (2 Wo.)DE | AT13 (2 Wo.)AT | CH20 (1 Wo.)CH | UK35 (1 Wo.)UK | US4 (4 Wo.)US | Rock1 (5 Wo.)Rock | Erstveröffentlichung: 21. April 2017                                                              |                                                                                      |

grau schraffiert: keine Chartdaten aus diesem Jahr verfügbar